# Trinovanten

Die Trinovanten lebten nördlich der Themse-Mündung

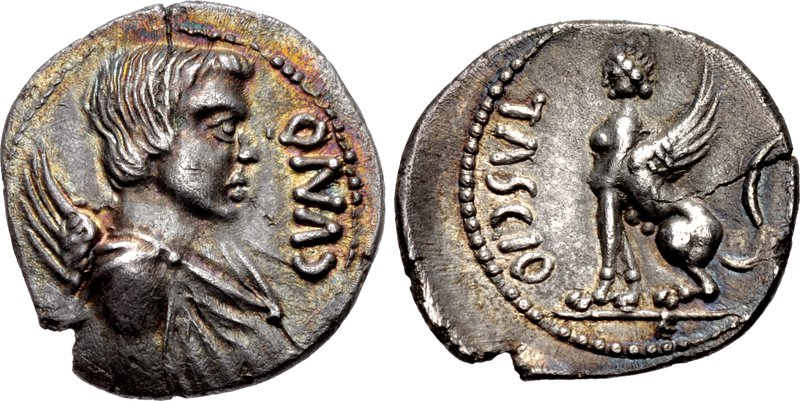
Münze des Cunobelin (Catuvellauni) aus der Zeit von 10 bis 43 n. Chr.

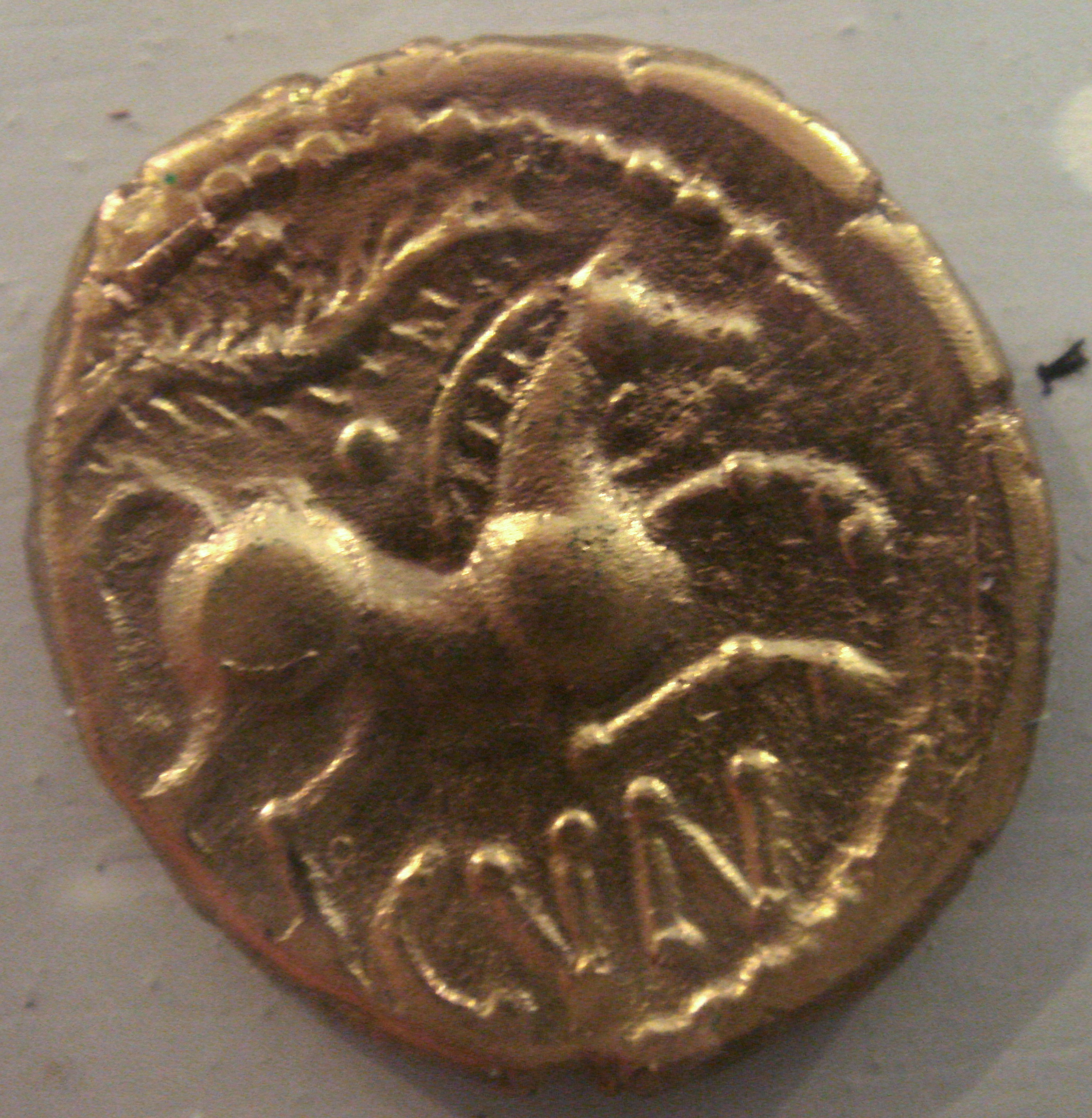
Münze des Cunobelin (Catuvellauni) aus Gold

Die Trinovanten (auch Trinobanten) waren in der späten Eisenzeit ein keltischer Volksstamm Südost-Britanniens vor dessen Eroberung durch die Römer. Sie sind durch einige verstreute Bemerkungen in Caesars Kommentar De bello Gallico, Augustus’ Res gestae divi Augusti sowie in den Annalen des römischen Geschichtsschreibers Tacitus bekannt. Ihr Siedlungsgebiet lag nördlich der Themsemündung in den heutigen Grafschaften Essex und Suffolk. Ihre nördlichen Nachbarn waren die Icener und ihre westlichen die Catuvellaunen.
Etwa in der Mitte des 1. Jahrhunderts v. Chr. gehörten die Trinovanten zu den mächtigsten Stämmen Britanniens. Ihre Hauptstadt war damals wohl Braughing (im heutigen Hertfordshire). Laut einigen Manuskripten von Caesars Schrift De bello Gallico hieß ihr damaliger König Imanuentius, obwohl sein Name in anderen Manuskripten fehlt. Cassivellaunus, wohl König der Catuvellaunen, stürzte Imanuentius, dessen Sohn Mandubracius daraufhin bei Caesar in Gallien Schutz suchte. Der römische Feldherr besiegte Cassivellaunus im Verlauf seines zweiten Britannienfeldzugs und setzte Mandubracius 54 v. Chr. als König der Trinovanten ein, der in der Folge von Cassivellaunus in Ruhe gelassen wurde.
Aus Münzfunden ist als nächster König der Trinovanten Addedomarus bekannt, der um 20–15 v. Chr. die Macht übernahm und die Hauptstadt nach Camulodunum (heute Colchester) verlegte. Um 10 v. Chr. besiegte wahrscheinlich der König der Catuvellaunen, Tasciovanus, die Trinovanten, da er zu dieser Zeit Münzen in Camulodunum prägte. Vielleicht auf römischen Druck musste er bald wieder abziehen und Addedomarus konnte seine alte Stellung wieder einnehmen. Etwa 10 bis 5 v. Chr. folgte Addedomarus’ Sohn Dubnovellaunus nach, doch bald darauf wurde das Reich der Trinovanten entweder von Tasciovanus oder seinem Sohn Cunobelinus endgültig erobert.
Während der Zeit der römischen Besetzung Britanniens nach dessen Eroberung durch Kaiser Claudius (43 n. Chr.) werden die Trinovanten 60/61 n. Chr. als Teilnehmer an Boudiccas Aufstand gegen die Römer erwähnt. Als ihr nunmehriger Hauptort wird Caesaromagus (heute Chelmsford) genannt.
Geoffrey of Monmouth verwendete in seiner unhistorischen Historia Regum Britanniae den Namen der Trinovanten in der Form Trinovantum, wie London ursprünglich geheißen habe. Dieser Name sei laut Monmouth von Troinovantum (= Neu-Troja) abgeleitet worden, wobei der Autor diese Behauptung mit der Legende verband, dass Britannien von Brutus und anderen Flüchtlingen des Trojanischen Kriegs gegründet worden sei.